# Historia del príncipe predestinado
La Historia del príncipe predestinado es un antiguo relato egipcio de la época del Imperio Nuevo que ha sobrevivido parcialmente en el reverso de Papiro Harris 500. 
El texto narra la vida de un príncipe al que se le profetiza una muerte antinatural. George Ebers le dio el nombre de El príncipe encantado que se utiliza junto con el de El príncipe condenado y El príncipe predestinado. Algunos estudiosos piensan que el resto era un final feliz y que la historia debería ser llamada "El príncipe amenazado por tres destinos" o algo similar.

## Descripción
La historia se ha encontrado en el reverso del Papiro Harris 500, junto con La toma de Yapu, y está escrita en hierático. El papiro data del reinado de Seti I o Ramsés II, y el relato no debe ser muy anterior, ya que en esa época era un tema popular en el Mediterráneo oriental. 
No hay acuerdo sobre qué género se le asigna: algunos egiptólogo, como Emma Brunner-Traut, opinan que es un «cuento de hadas», opinión puesta en tela de juicio por otros, como Wolfgang Helck, que aseguran que todo escrito del Antiguo Egipto tenía un propósito, incluida la poesía popular. Por otra parte, Henrike Simon clasifica la historia como una «novela cortesana», comparable a la saga medieval del Rey Arturo.

## Sinopsis
El faraón estaba muy triste porque todavía no había tenido un hijo, pero los dioses le concedieron su deseo. Cuando nació el príncipe, Hathor le profetizó su destino: le daría muerte un perro, un cocodrilo o una serpiente. El farón construyó una casa en el desierto, y allí transcurrió la vida del joven, aislado de todos los posibles peligros, aunque le regaló un inofensivo cachorro a petición del niño. 
Cuando el príncipe fue adulto decidió hacer frente a su destino y viajó al extranjero (al país de Nahrin, en el Éufrates), donde llegó a obtener la mano de una princesa encerrada en una alta torre al ser el único capaz de llegar a su ventana, condición establecida por su padre para elegir esposo. El príncipe no le dijo al rey nada sobre sí mismo, explicó que había tenido que salir de casa a causa de su madrastra, pero le contó la historia a la princesa. Ésta se preocupaba por él, y consiguió salvarle de una serpiente. Algún tiempo después el príncipe fue a pasear con su perro, y este empezó a hablar y le dijo que era su destino. Huyendo del perro llegó a un lago, donde fue capturado por un cocodrilo que en lugar de matarlo exigió su ayuda para luchar contra un demonio. Aquí se interrumpe el relato.